# ولنا
ولنا (به لاتین: Velna) یک روستا در استونی است که در دهستان وارسکا واقع شده‌است.